# Epiphane Denis
Epiphane Denis (* 17. Dezember 1823 in Lüttich; † 18. Februar 1891 ebenda) war ein belgischer Landschaftsmaler der Düsseldorfer Schule.

## Leben
Denis, Bruder des Porträtmalers Louis Denis (1821–1843), besuchte 1841/1842 die Kunstakademie Düsseldorf. Dort war er Schüler in der Landschafterklasse von Johann Wilhelm Schirmer. Denis malte hauptsächlich landschaftliche Motive aus der Rheinprovinz, Luxemburg und den Ardennen.